# Cole Porter
Cole Albert Porter (n. 9 iunie 1891, Peru⁠(d), Indiana, SUA – d. 15 octombrie 1964, Santa Monica, California, SUA) a fost un cunoscut compozitor american. După un început modest, a început să aibă succes în anii 1920, iar în anii 1930 era unul dintre cei mai importanți compozitori pentru scena muzicală de pe Broadway. 